# 庫茨格倫德巴赫河

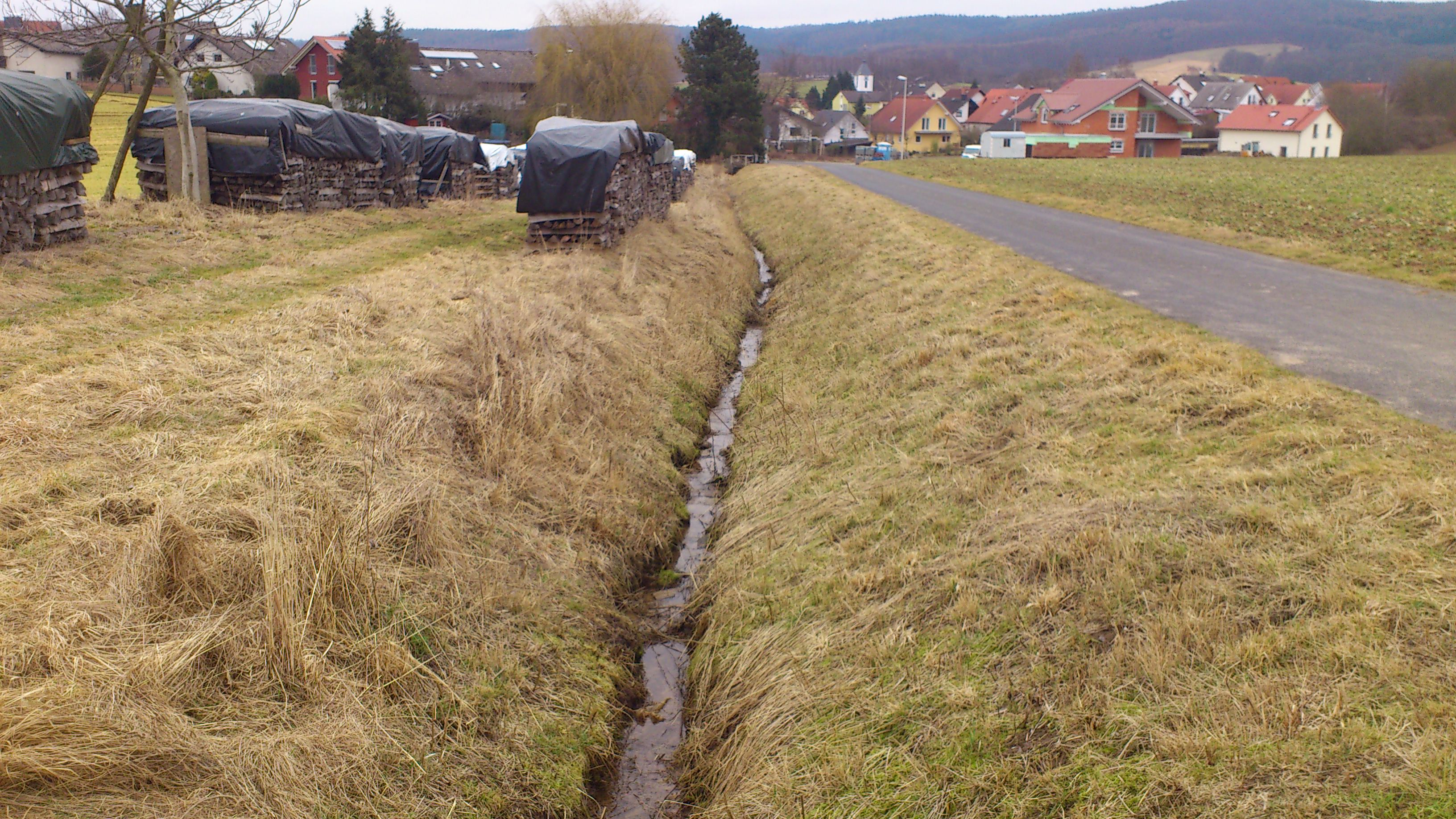

50°7′8.29″N 9°6′37.01″E / 50.1189694°N 9.1102806°E
庫茨格倫德巴赫河（德語：Kurzer Grundbach），是德國的河流，位於該國東南部，由巴伐利亞負責管轄，屬於朗格倫德巴赫河的左支流，河道全長0.7公里，流域面積0.15平方公里。